# Universiteit Parijs-Saclay
De Universiteit Parijs-Saclay, kortweg UPS, is een universiteit in Saclay met circa 65.000 studenten.
UPS is een universiteit op het gebied van natuurwetenschappen, technologie, bestuurskunde, economie, taalkunde, politieke wetenschappen en filosofie.

## Deeluitmakende universiteiten en Grandes Écoles
De universiteit groepeert drie universiteiten, tien Grandes Écoles en zeven onderzoeksinstituten.
- École normale supérieure de Cachan
- École nationale supérieure de techniques avancées
- Institut des sciences et industries du vivant et de l'environnement
- CentraleSupélec
- École nationale de la statistique et de l'administration économique
- Télécom ParisTech
- École polytechnique
- SupOptique
- École des hautes études commerciales de Paris
- Universiteit Parijs-Zuid
- Universiteit van Versailles-Saint-Quentin-en-Yvelines
- Universiteit Évry-Val-d'Essonne (geassocieerd lid)

Amsterdam (UvA) ·
Barcelona ·
Cambridge ·
Edinburgh ·
Freiburg ·
Genève ·
Heidelberg ·
Helsinki ·
Leiden ·
Leuven ·
Londen (UCL) ·
Lund ·
Milaan ·
München (LMU) ·
Oxford ·
Parijs (Sorbonne) ·
Parijs-Saclay ·
Stockholm (Karolinska-instituut) ·
Straatsburg (Louis Pasteur) ·
Utrecht ·
Zürich
- Bibliothèque nationale de France: cb16983463x (data)
- Gemeinsame Normdatei: 1069144177
- International Standard Name Identifier: 0000 0004 4910 6535
- Library of Congress Control Number: n2023032018
- Nationale Bibliotheek van Tsjechië: ko20201080899
- Nationale en Universitaire bibliotheek Zagreb: 000696190
- Système universitaire de documentation: 241345251
- Virtual International Authority File: 315115522